# Tarcisio Merati
Tarcisio Merati, detto Coccolone (Bonate Sopra, 27 maggio 1934 – Bergamo, 22 ottobre 1995), è stato un pittore italiano, fra i massimi esponenti dell'Art Brut.

## Biografia
Tarcisio Merati nasce a Bonate Sopra in provincia di Bergamo, il 27 maggio 1934. La sua è una famiglia di artigiani. La madre a tempo perso fa anche la sagrestana per la chiesa presso la quale vive.
Nell'estate del 1959 viene ricoverato per la prima volta nell'ospedale psichiatrico di Bergamo. La cartella clinica recita: "Sindrome dissociativa, schizofrenia" e ancora, più tardi: "Psicosi in ritardo mentale". In quegli anni entra ed esce dal manicomio più volte.
Negli anni seguenti, dal 1974 al 1984, le cartelle cliniche non registrano nessun cambiamento sostanziale. In realtà è avvenuta una grande novità. In una nota clinica del 23 luglio 1983 si può leggere: "Discretamente pulito, anche nel reparto e all'atelier, disegna quadri piuttosto astratti". E sono quegli gli anni più attivi e probabilmente più interessanti nella produzione artistica di Merati. Il suo "Blaue Reiter" galoppa incessantemente nella seconda metà degli anni settanta.
Il tutto avviene nell'ormai noto Atelier o reparto ergoterapico dell'ospedale psichiatrico bergamasco gestito per tutta la sua durata da Amilcare Cristini, che sarà e rimarrà fino alla fine il suo amico e referente più importante e probabilmente (data la medesima passione per la pittura) il suo involontario iniziatore all'amore per i pennelli e i colori.
Oltre che con la pittura "Coccolone" artisteggia anche con le parole e con la musica. Anzi all'epoca egli era più famoso, e in qualche verso "ricercato" proprio per la meravigliosa eccentricità del suo linguaggio, e delle sue incomprensibili ma geniali performance dialettiche. La musica da lui suonata (specialmente sullo scordato pianoforte dell'atelier) aveva invece caratteristiche ossessive e mimimaliste.
Nel campo artistico i suoi soggetti sono spesso ripetuti in una serialità convulsa. quasi sempre sono delle Story Toy, giocattolini astratti che lo stesso definisce macchinette trombette, o aeroplanino silurino e scaleno. Per non parlare degli innumerevoli uccellini sul nidino, le pigne e i cactus.
A seguito della legge Basaglia, nel 1983, con frequenti permessi, e poi nel 1984, illimitatamente viene liberato dall'obbligo di rimanere all'ospedale. Di conseguenza deve lasciare l'atelier, andare a vivere con la sorella e la sua attività artistica si interrompe, Merati smette di dipingere.
Nel 1991 Tarcisio Merati si trasferisce in una casa di riposo vicino al vecchio manicomio, dove c'è ancora l'atelier e grazie ad alcuni permessi, egli può riprendere a frequentare. Ma il ritmo è ormai più stanco, più lento.
Nel 1993, avviene tuttavia un grande avvenimento: gli viene organizzata la sua prima mostra personale al Teatro Sociale di Bergamo, immortalata poi nel 2006 con una seconda grande mostra denominata "Oltre la ragione", che Bergamo e la regione Lombardia dedicano a tutti i più grandi artisti dell'arte manicomiale o Art Brut.
Merati però da tempo non è più presente, se ne è andato infatti il 22 ottobre 1995 per un tumore al polmone.
Vale infine la pena di ricordare come Merati abbia tantissimi punti in comune con un altro grande protagonista dell'arte marginale come lo svizzero Adolf Wölfli di cui condivide in similitudine sorprendente (e senza saperlo) biografia, stile artistico e caratteristiche umane.

## La critica
Vari sono i saggi e conferenze a lui dedicati:
(Estratto da un intervento di Maria Rita Parsi)
(Estratto da un intervento di Bianca Tosatti)